# Pako Aristi
Pako Aristi Urtuzaga (Urrestilla, Azpeitia, 1963) és un escriptor en llengua basca i periodista basc.

## Obres

### Narrativa
- Auto-stopeko ipuinak (1994, Erein)
- Narrazti ozena (1982, Azpeitiko Udala)
- Note Book (2005, Erein)

### Novel·la
- Kcappo (1985, Erein)
- Irene (1987, Erein)
- Krisalida (1990, Erein)
- Urregilearen orduak (1998, Erein)

### Assaig
- Gauza txikien liburua (2004, Erein)

### Poesia
- Castletown (1996, Erein)
- Oherako hitzak (1998, Erein)
- XX. mendeko poesia kaierak - Pako Aristi (2001, Susa): edició de Koldo Izagirre
- Libreta horiko poemak (2003, Susa)

### Literatura infantil i juvenil
- Martinellok ez du kukurik (1985, Erein)
- Martinelo eta sei pirata (1986, Erein)
- Miren, Garbiñe eta sorgin baten komeriak (1987, Elkar)
- Zazpi pirata balsa batean (1987, Erein)
- Jantoki txinoan (1991, Erein)
- Itsasontzi baten (1991, Erein)
- Azken lamiaren bila (1991, Erein)
- Keniako tximeleta (1991, Erein)
- Benetako lagunen aterbea (1998, Ibaizabal)
- Din, dan, don... kanpai-lapurrak non? (1996, Elkar)
- Egun normal bat amonaren baserrian (2001, Erein)
- Deborah hondartza bakarti batean (2002, Erein)
- Nemesioren itzala (2005, Elkar)

### Cròniques
- Euskal kantagintza berria (1985, Erein)
- Venezuela, iraultza isilaren hitzak (2000, Txalaparta)
- Bokadillo baten truke. Antzerki amateurra Azpeitian (2004, Azpeitiko Udala)

### Biografies
- Gelatxo, soinuaren bidaia luzea (2001, Euskal Herriko Trikitrixa Elkartea)
- Mikel Garmendia (2001, Azpeitiko Udala)
- [Kontxu Odriozola, antzerkia bizitzaren edergarri (2002, Uztarria)

### Articles
- Bezperan entregatu nituenak (1989, Elkar)
- Udan lan egiten zuen gizona (2007, Erein)

### Narrativa poètica
- Iraileko ipuin eta poemak (1989, Elkar)

## Premis

### Literaris
- Toribio Altzaga Antzerki Saria atorgat per Euskaltzaindia i BBK (2008)

### Periodístics
- Rikardo Arregi Saria (1992 i 1993)